# Bataille du barrage de Mossoul
Seconde guerre civile irakienne
La bataille du barrage de Mossoul a lieu lors de la seconde guerre civile irakienne.

## Déroulement
Le barrage de Mossoul se situe à une quarantaine de kilomètres au nord-ouest de la ville de Mossoul. Après la prise de cette ville, le 10 juin 2014, par les rebelles sunnites menés principalement par l'État islamique, les peshmergas du gouvernement régional du Kurdistan interviennent et prennent possession du barrage. Ce dernier est le plus grand d'Irak, il a également une grande importance stratégique puisqu'il fournit l'eau et l'électricité à la majeure partie de la région ; il sert également à l'irrigation des zones de culture de la province de Ninive,.
Aussi, le 7 août 2014, les djihadistes attaquent et prennent aux peshmergas le barrage de Mossoul,. Face à la progression des djihadistes de l'EI, les États-Unis interviennent le 8 août, en engageant leur aviation en Irak.
Soutenus par l'aviation américaine, les peshmergas lancent la contre-attaque. 500 soldats kurdes commandés par le major-général Aziz Weysi et 170 Irakiens des forces spéciales menés par le général Fadhil Jalil al-Barwari sont engagés dans les combats,.
Le 16 août, ils lancent l'offensive sur le barrage et s'en emparent d'une partie le lendemain. À l'est du barrage, les villes de Telskuf et Batnay sont également reprises. Le 16 et le 17, l'aviation américaine effectue neuf frappes, quatre véhicules blindés de transport de troupes, sept véhicules armés, deux véhicules de transport Humvee et un véhicule blindé sont détruits ou endommagés,,,. 
Cependant, les djihadistes contrôlent toujours la rive ouest et les combats se poursuivent à Tal Kayf, une localité située au nord de Mossoul, où quelques combattants d'EI restent retranchés. Pour la seule journée du 18 août, les chasseurs et les drones américains effectuent 15 frappes près du barrage et détruisent un check-point, six véhicules blindés et un blindé léger. Puis 14 autres cibles sont bombardées le lendemain ; six Humvee, trois positions d'engins explosifs improvisés, un tube de mortier et deux camions armés sont détruits,,,.
Au total, l'United States Central Command affirme que l'aviation américaine a effectué, entre le 8 et le 20 août, 80 frappes aériennes en Irak dont 51 près du barrage de Mossoul.